# Kulosaari
Kulosaari (schwed. Brändö) ist der 42. Stadtteil der finnischen Hauptstadt Helsinki. Zum Stadtteil gehören die namensgebende Insel Kulosaari und die nördlich gelegene Halbinsel Kivinokka mit ihrem Sommerhausgebiet. Neben dem Stadtteil (finn. kaupunginosa) Kulosaari, der aus dem gleichnamigen Teilgebiet (osa-alue) Kulosaari besteht, gibt es einen Stadtbezirk (peruspiiri) gleichen Namens, zu dem außerdem das Teilgebiet Mustikkamaa-Korkeasaari gehört.
Auf Kulosaari leben etwa 3.751 Einwohner (2010). Kulosaari gehört zu den wohlhabenderen Stadtteilen von Helsinki und weist durchschnittlich die meisten Hochschulabschlüsse auf. Der Anteil der schwedischsprachigen Bevölkerung liegt bei 18,5 % (2010) und ist somit vergleichsweise hoch.

## Geschichte
Die Insel Kulosaari befand sich Anfang des 20. Jahrhunderts im Besitz des Freiherrn Cronstedt, welcher im April 1907 verstarb. Im Mai 1907 kaufte Direktor Allan Granfelt mit Kaufvertrag vom 13. Mai 1907 die damals unbewohnte Insel Kulosaari von der Erbengemeinschaft Cronstedts. Zusammen mit den Architekten Oscar Bomanson, Bertel Jung, Karl Lindahl, Armas Lindgren, Lars Sonck sowie den Ingenieuren Julius Stjernvall und Rupert von Nadelstadh und den Geschäftsleuten Axel Ståhl gründete Granfelt darauf die AB Brändö Villastad. Zweck dieser Gesellschaft war es, eine bessere Wohnumgebung mit Villen und Gärten zu schaffen. Der Villenvorort sollte den aus der Stadt flüchtenden Familien eine gute und gesunde Lebensumgebung bieten und eine moderne Gesellschaft schaffen, die sich über die städtische Klassengesellschaft hinwegsetzte.
Der erste Bebauungsplan wurde 1907 von dem Architekten Lars Sonck nach dem Ideal einer englischen Gartenstadt entworfen und schon fünf Jahre später waren bereits etwa fünfzig Villen errichtet.
Bis 1922 gehörte Kulosaari zur Landgemeinde Helsinki (heute Vantaa). Ab 1922 war Kulosaari eine eigenständige Gemeinde. Im Rahmen der großen Gebietsreform 1946 wurde Kulosaari von der Stadt Helsinki eingemeindet.

## Gebäude

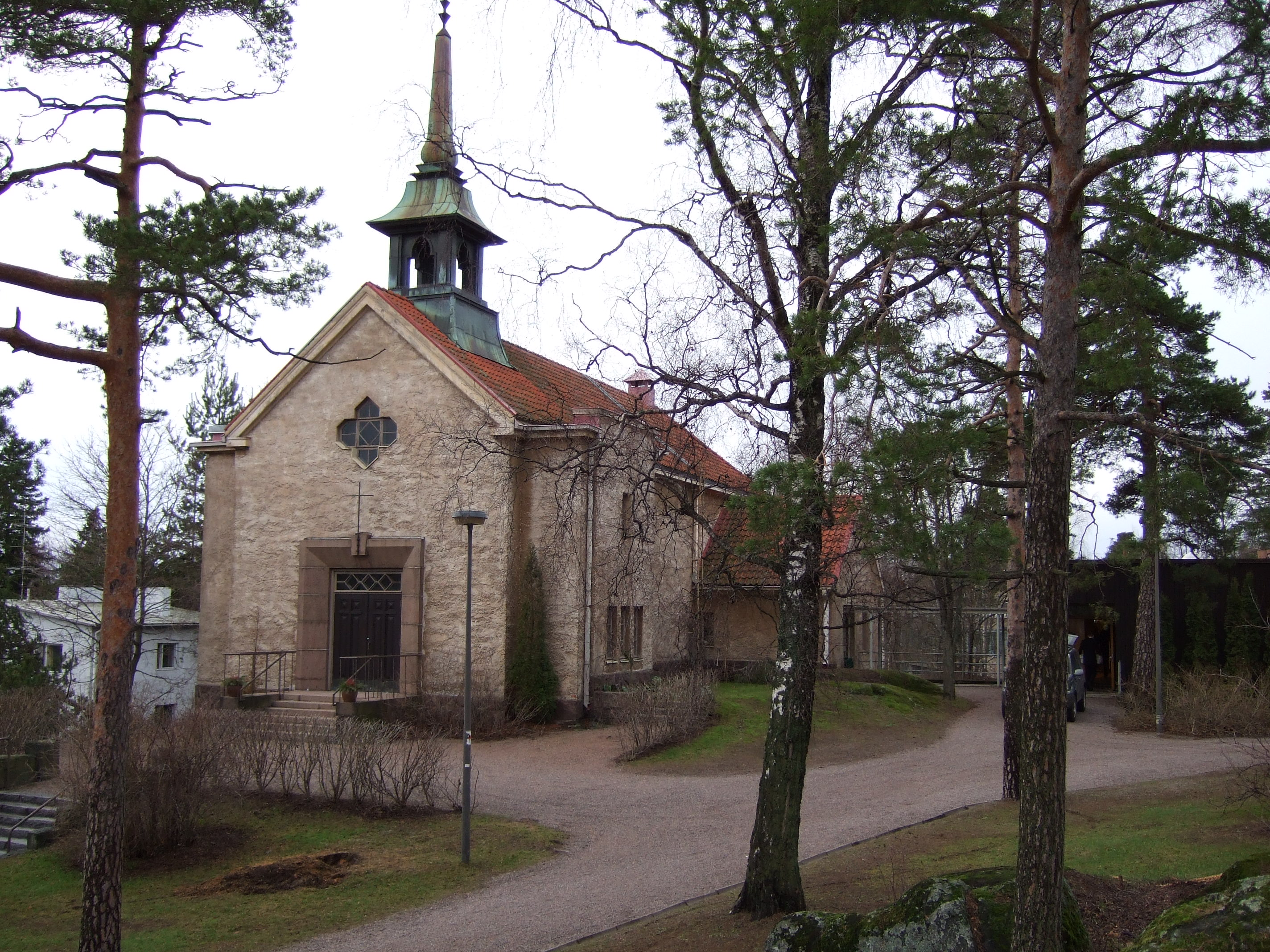
Die Kirche von Kulosaari

Das Herrenhaus Kulosaari befindet sich auf der Halbinsel Kivinokka, welche ursprünglich eine eigene Insel war. Die Ursprünge reichen bis ins 16. Jahrhundert zurück. Das Herrenhaus gehörte 1752 August Ehrensvärd, später dem Geschäftsmann Johan Sederholm. Im Jahre 1793 ging das Haus auf Everst Carl Olof Cronstedt über. Das heutige Gebäude wurde von Carl Ludwig Engel erbaut und befindet sich heutzutage im Eigentum der Stadt Helsinki.
Die von Bertel Jung geplante Kirche wurde am 1. Dezember 1935 geweiht. Sie liegt auf dem sogenannten Freimaurerhügel. Zu der Gemeinde gehört auch der Friedhof auf der kleinen Insel Leposaari mit der Kapelle von Architekt Armas Lindgren.
Ebenfalls von Armas Lindgren stammt das Kasino Kulosaari, in welchem 1915 ein Restaurant eröffnete. In der Nachbarschaft des Kasinos wurde im Jahre 1917 ein Strandhotel eröffnet. Das Gebäude wurde von dem Architekten Lars Sonck geplant und dient heutzutage als Sitz des Wihuri-Konzernes.
Auf Kulosaari befinden sich mehrere ausländische Botschaften: China, Polen, Ukraine (ehemalige Botschaft der DDR), Irak, Iran, Serbien.
Kulosaari ist Sitz des Medienkonzernes A-lehdet Oy und der Wihuri Oy.

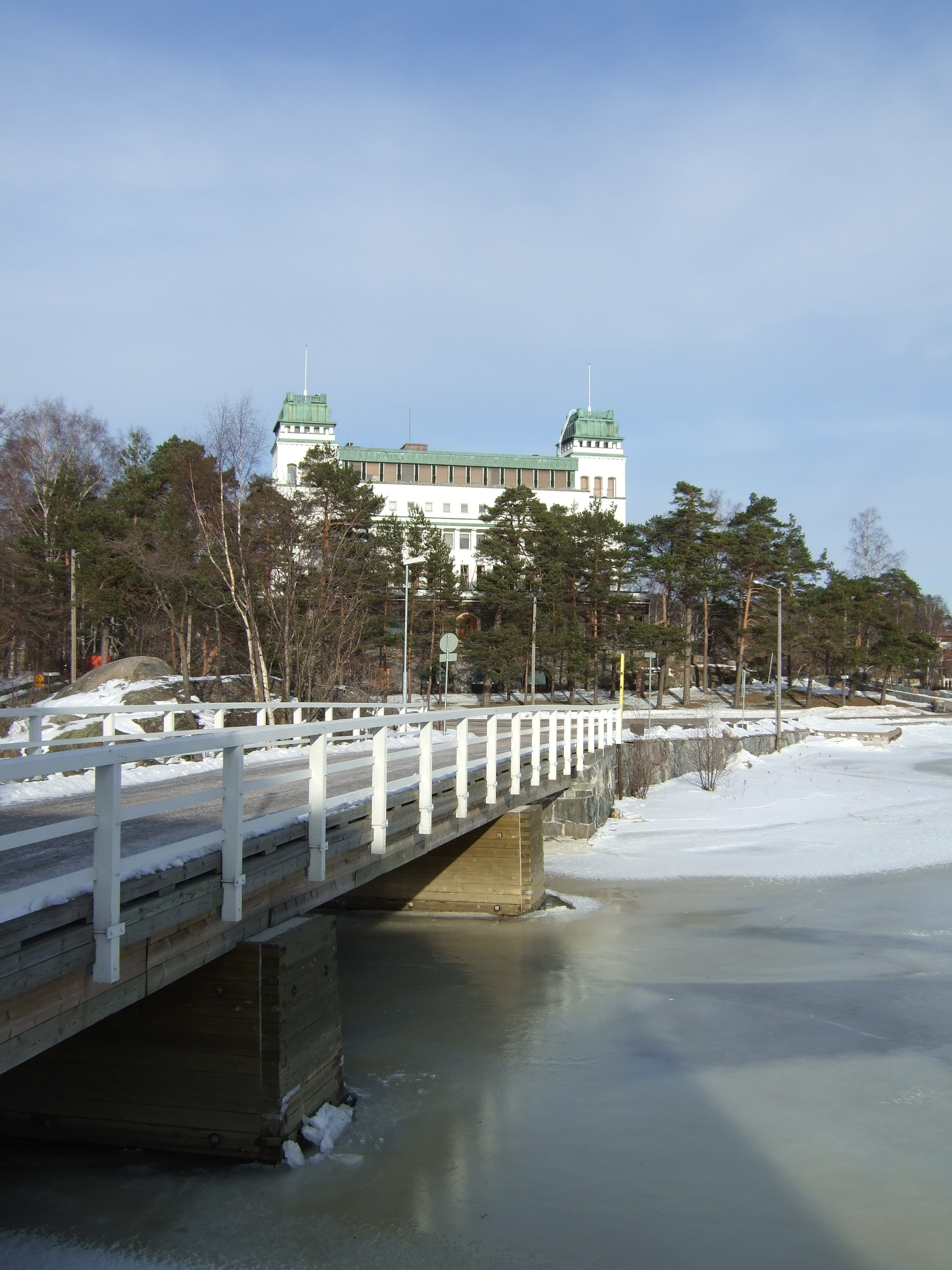
Das ehemalige Strandhotel und jetzige Wihuri-Gebäude.

## Verkehrsanbindung
Die Entwicklung von Kulosaari war stets stark von der Verkehrsanbindung abhängig. Von 1910 bis zum 14. Februar 1951 war Kulosaari mit einer zunächst privatgesellschaftlichen Straßenbahn erreichbar. Da keine Brücke existierte, wurden die Waggons bis Dezember 1919 mit einem Dampfschiff übergesetzt. Die erste Brücke nach Osten zwischen Kulosaari und Herttoniemi war im Frühjahr 1917 fertig. Eine Holzbrücke Richtung Helsinki wurde im Dezember 1919 zwischen Kulosaari und Sompasaari eröffnet. Diese wurde 1957 durch eine moderne Betonbrücke ersetzt.
Die Schnellstraße „Itäväylä“ wurde 1962 für den Verkehr eröffnet. Durch deren Bau wurde die Insel zweigeteilt. Am 1. Juni 1982 wurde der Betrieb der Metro Helsinki aufgenommen, Kulosaari erhielt eine eigene Station. Die Strecke verläuft auf der Insel entlang der Schnellstraße. Der derzeitige Flächennutzungsplan der Stadt Helsinki sieht vor, sowohl die Schnellstraße als auch die Metrolinie auf Kulosaari unter die Erde zu verlagern und mit Wohnvierteln zu überbauen. Die konkrete Realisierung ist allerdings noch völlig offen.
Von der Insel Kulosaari erreicht man über eine Brücke die Insel Mustikkamaa und von dort den auf der Insel Korkeasaari befindlichen Zoo von Helsinki.